# Неделя Апостолова
Неделя Апостолова е българска учителка от Македония.

## Биография
Родена е в Битоля, тогава в Османската империя. Завършва Солунската българска девическа гимназия в 1892 година (II випуск).
Работи като учителка в родния си град, в Битолското българско девическо училище. Преподава български език, геометрия, геометрично чертане, естествена история и краснопис (1896/1897), освен тях и история (1897/1898).
В началото на учебната 1900/1901 година е учителка в Сярското българско девическо училище.
В 1901/1902 година е отново в Битоля, където преподава аритметика, геометрия, антропология и закон Божий.